# Briana Blair
Briana Blair, née le 24 juin 1987 à Atlanta, est une ancienne actrice pornographique et mannequin américaine.

## Biographie
Elle a fait ses études à l'Université d'État de Kennesaw.
Elle a été pom-pom girl en NBA pour l'équipe des Hawks d'Atlanta et en LNH pour les Thrashers d'Atlanta,,.
À l'expiration son contrat pluriannuel de trois ans avec les Atlanta Hawks, elle déménage à Los Angeles pour poursuivre son travail de mannequin. lors d'une séance photo pour le magazine Maxim elle y rencontre un producteur de films pornographiques qui lui propose de travailler dans l'industrie du film pour adultes ce qu'elle accepta.
Elle continue son travail comme mannequin, et été choisie comme cover-girl pour le magazine Hustler en juin 2010.
Elle est classée 40e dans la liste des 50 meilleures cheerleaders, par le site web Bleacher Report.
Elle apparaît dans le clip de High Off the Fame de l'artiste hip-hop Candyman 187 avec Snoop Dogg & Ariano.
En juillet 2011, elle annonce sur la page d'accueil de son site officiel l’arrêt de sa carrière d'actrice pornographique.

## Récompense
- 2010 : CAVR Award nomination - Newbie of the year[9]
- 2010 : NightMoves Award nomination - Best New Starlet[10]
- 2011 : AVN Award nomination - Best New Starlet[11]
- 2011 : AVN Award nomination - Best Oral Sex Scene[11]
- 2011 : AVN Award nomination - Best All-Girl Group Sex Scene[11]
- 2011 : AVN Award nomination - Best Group Sex Scene[11]
- 2011 : XBIZ Award nomination - New Starlet of the year[12]